# Christof Kurzmann
Christof Kurzmann (* 19. Juni 1963 in Wien) ist ein aus Österreich stammender Jazz- und Improvisationsmusiker. Er singt und spielt Saxophon und Klarinette.

## Leben
Kurzmann ist vor allem auf dem Gebiet der elektronischen und experimentellen Musik und des Freejazz aktiv. Er arbeitete mit Musikern wie John Butcher, Ken Vandermark (Double Arc, 2015), Burkhard Stangl, Kai Fagaschinski, Martin Brandlmayr, Clayton Thomas und Leonel Kaplan zusammen. Mit der Videokünstlerin Michaela Grill entstand das Projekt Boiled frogs. Beim New Jazz Meeting des SWR improvisierte er mit Steve Lacy und Philip Jeck in Bernhard Langs Projekt trio × 3. Bei den Donaueschinger Musiktagen 2004 wurde seine elektronische Komposition 4rooms mit Andrea Neumann und Tony Buck aufgeführt.
Kurzmann leitet mehrere eigene Formationen, darunter das Orchester 33 1/3 und The Magic I.D. Mit dem Gitarristen Burkhard Stangl bildet er das Duo Schnee; in einem weiteren Duo wirkte er mit Susanna Gartmayer. Er ist Mitglied der Bands The Magic I.D. und Made to Break.
Nach mehrjährigen Aufenthalten in Berlin und Buenos Aires ließ sich Kurzmann wieder an seinem Geburtsort Wien nieder.

## Diskographische Hinweise
- Orchester 33 1/3 mit Thomas Berghammer, Markus Binder, Peter Brötzmann, Franz Hautzinger, Christian Fennesz, Michael Moser, Franz Reisecker, Mex Wolfsteiner, Klaus Filip, 1996
- shabotinski: stenimals mit Eugene Chadbourne, Werner Dafeldecker, Uli Fussenegger, Ernesto Molinari, Max Nagl, Lukas Schiske, Peter Paul Skrepek, Burkhard Stangl, 1996
- schnee mit Burkhard Stangl, 2000
- Misunderstanding between Hertz and Megahertz mit John Butcher, 2002–03
- Air Between, 2003
- Dafeldecker Kurzmann Drumm eRikm Dieb13 Noetinger mit Werner Dafeldecker, Dieb13, Jérôme Noetinger, Kevin Dumm 2003
- Then & Now (Doppel-LP), 2014 (trost records)
- Mars Williams: An Ayler Xmas Volume 2 (ESP-Disk, 2018)
- Christof Kurzmann & Mats Gustafsson: Prosperity (2022)
- Mats Gustafsson & NU Ensemble: Hidros 8: Heal (2022)